# Walter von Koskull
Walter Andreas Wilhelm von Koskull, född 16 juli 1922 i Viborg, död 27 november 1967 i Helsingfors, var en finländsk historiker och skolledare. 
Walter von Koskull, som var son till majoren, friherre Wilhelm Georg Woldemar von Koskull och Elna Forsten, blev student 1940, filosofie kandidat 1947, filosofie magister 1950 samt filosofie licentiat och filosofie doktor 1952. Han var lektor i historia vid Brändö svenska samskola 1951–1953, vid Munksnäs svenska samskola 1953–1965, dess prorektor 1958–1965, och rektor vid Nya svenska samskolan från 1965 till sin död. Han blev docent i finsk och skandinavisk historia vid Helsingfors universitet 1961 och gjorde en betydelsefull insats för förnyandet av läroböckerna i historia. 
Walter von Koskull var ordförande i studentklubben Historicum 1946–1947, sekreterare i Historiska föreningen 1947–1954, viceordförande från 1964, sekreterare i Finlands svenska läroverksförening 1954–1960, medlem av dess styrelse från 1954, ordförande från 1963, medlem av styrelsen för Söderström & Co Förlags Ab från 1956, Privatskollärarföreningen i Finland från 1956, Läroverkslärarnas centralförbund från 1958, Skolhistoriska föreningen från 1960, medlem av Pohjola-Nordens historiska facknämnd från 1959, av lärarrådet från 1960 och av studentexamenkommittén från 1961. Han tilldelades Alma Söderhjelms pris 1953 och blev forskarmedlem av Finska historiska samfundet 1964.